# Adrián Villar Rojas

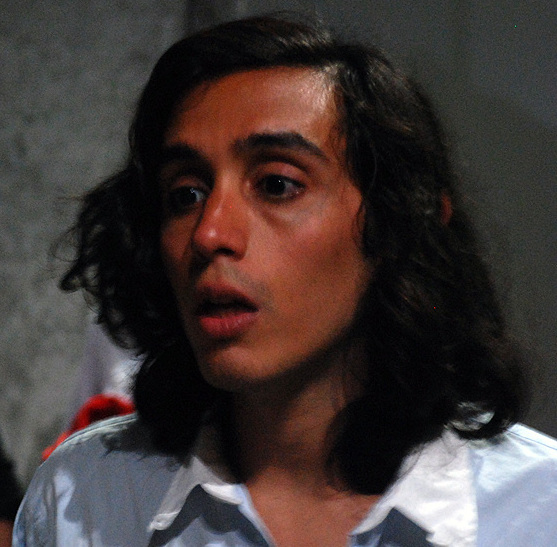
Adrián Villar Rojas

Adrián Villar Rojas (* 1980 in Rosario, Provinz Santa Fe, Argentinien) ist ein argentinischer Bildhauer, Installationskünstler und Videokünstler.

## Leben
Villar studierte von 1998 bis 2002 in seiner Geburtsstadt an der Escuela de Bellas Artes de Rosario. 2005 war er Stipendiat an der Clinica de Artes Visuales in der argentinischen Hauptstadt Buenos Aires. 2009 war er auf der Bienal del Fin del Mundo (Biennale am Ende der Welt) in Ushuaia im argentinischen Patagonien mit seiner vergänglichen Skulptur Mi familia muerta (Meine tote Familie) vertreten.

## Preise und Auszeichnungen
- 2011: Residence der Villa Raffet für SAM Art Projets, Paris.
- 2013: Zurich Art Prize
- 2015: Prix Canson, Paris[1]

## Ausstellungen
- 2004: Incendio, Buenos Aires.
- 2006: Un mar, Buenos Aires.
- 2011: 54. Biennale di Venezia, Venedig.
- 2012: dOCUMENTA (13), Kassel.
- 2013: Films before the revolution, Haus Konstruktiv, Zürich.
- 2013: Today We Reboot the Planet, Serpentine Sackler Gallery, London.
- 2015: Adrián Villar Rojas, Moderna Museet, Stockholm.
- 2017: The Theatre of Disappearance, MET Museum, New York, Kunsthaus Bregenz[2], Nationales Observatorium Athen, MOCA, Los Angeles

## Kunst im öffentlichen Raum
- 2010: Mi abuelo muerto (Mein toter Großvater). Erde, Beton und Holz; Akademie der Künste (Berlin).
- 2011: Mi abuelo muerto. Erde, Beton und Holz; CCA Wattis Institute for Contemporary Arts, San Francisco, Kalifornien, USA.
- 2014: The Evolution of God. Skulpturen aus verschiedenen Materialien; High Line, Manhattan,  New York City, USA.

## Film
- 2013: Lo Que El Fuego Me Trajo, Kurzfilm, Regie: Adrián Villar Rojas
- 2015: Line Art – Adrián Villar Rojas von Heinz Peter Schwerfel
- 2017: The Theatre of Disappearance, Regie: Adrián Villar Rojas